# Hessisches Ministerium der Justiz und für den Rechtsstaat

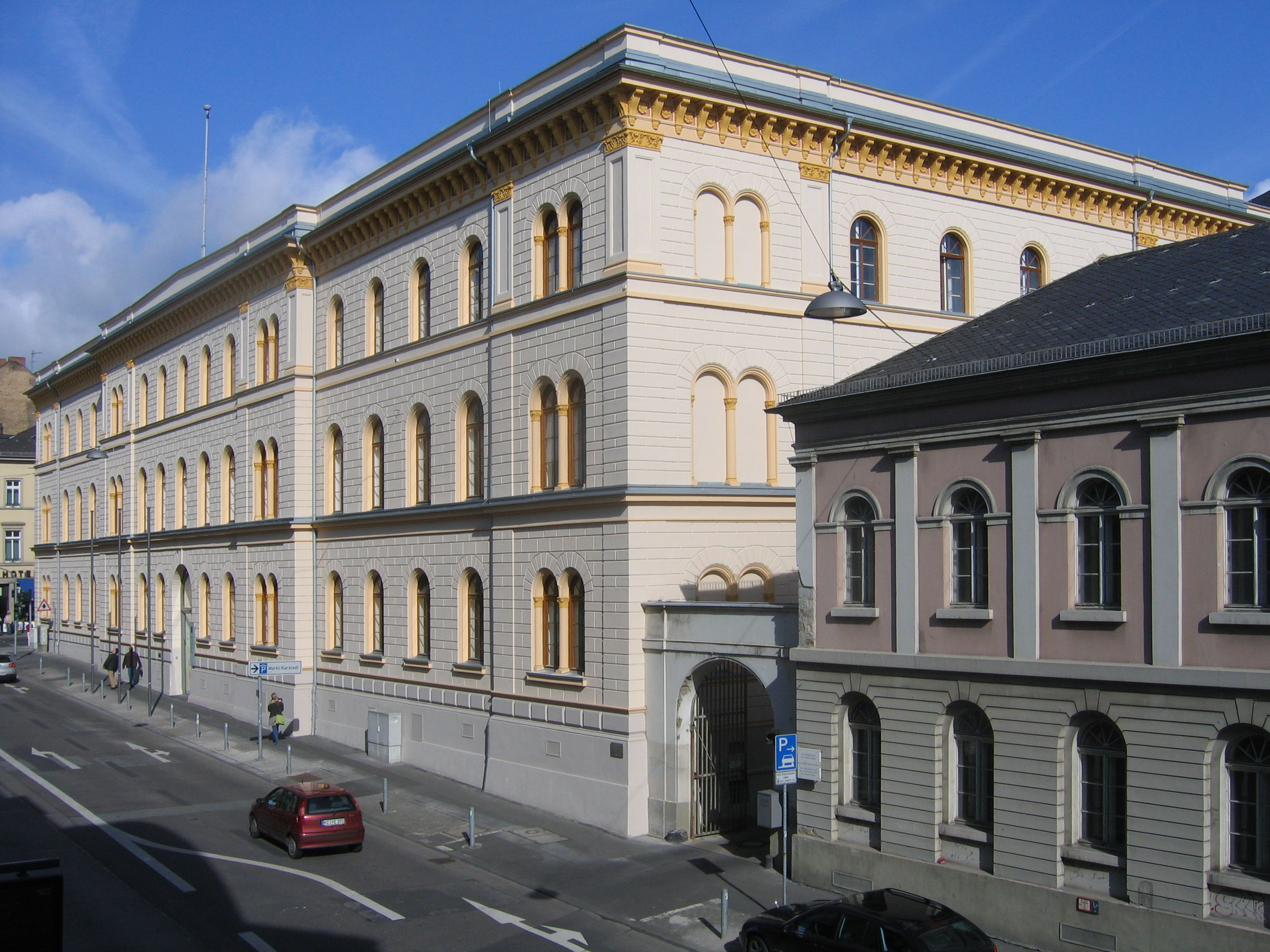
Hessisches Ministerium der Justiz und für den Rechtsstaat

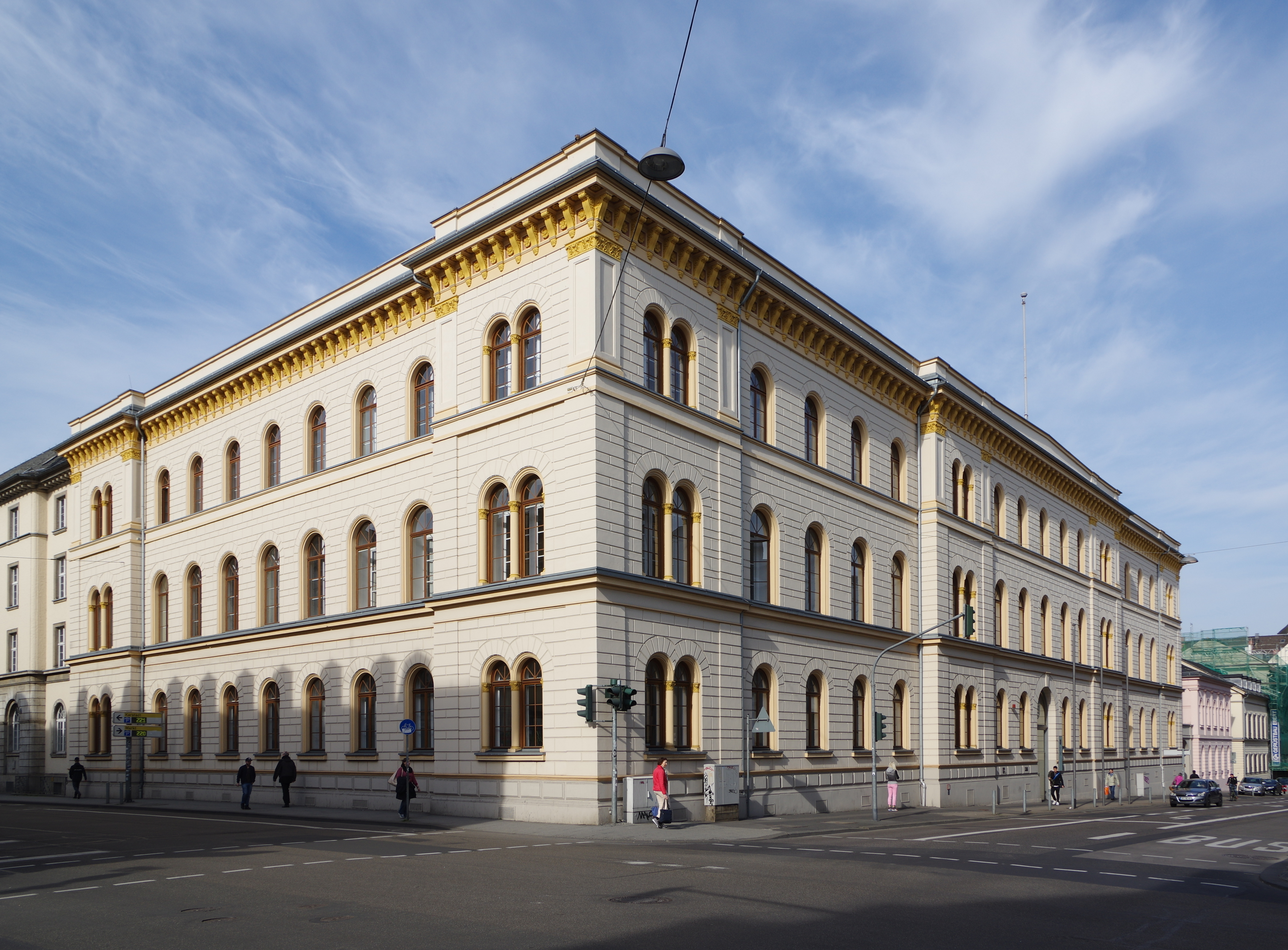
Hessisches Ministerium der Justiz und für den Rechtsstaat

Das Hessische Ministerium der Justiz und für den Rechtsstaat (HMdJ) ist eines von zehn Ministerien des Landes Hessen. Es hat seinen Sitz in einem 1838 erbauten ehemaligen Ministerialgebäude in der Landeshauptstadt Wiesbaden. Gegenwärtiger Staatsminister ist Christian Heinz (CDU). Staatssekretärin ist Tanja Eichner (CDU). Am 18. Januar 2024 wurde das Hessische Ministerium der Justiz mit der Bildung des Kabinetts Rhein II zum Ministerium der Justiz und für den Rechtsstaat umbenannt.

## Aufgaben
Das Justizministerium ist eine oberste Landesbehörde und übt die Fachaufsicht über die Gerichte und Justizbehörden aus. Gemäß den Bestimmungen in Artikel 127 Absatz 4 der Verfassung des Landes Hessen ist die Errichtung des Justizministeriums geboten. Aufgrund der richterlichen Unabhängigkeit kann das Ministerium keine Weisungen in Sachfragen erteilen oder richterliche Entscheidungen überprüfen.
Eine wesentliche Aufgabe des Ministeriums ist die Mitwirkung an Gesetzesvorhaben auf Landes- und Bundesebene.
Weitere Aufgaben sind Personal-, Haushalts- und Bauangelegenheiten der Justiz, Aus- und Fortbildung der Bediensteten, Grundsatzfragen der Organisation, die Modernisierung der Justiz sowie das Justizprüfungsamt. Zwischen dem 5. Februar 2009 und dem 18. Januar 2014 war das Hessische Ministerium der Justiz und für den Rechtsstaat auch für Fragen der Integration und Europa zuständig und trug daher den Namen Hessisches Ministerium der Justiz, für Integration und Europa. Zwischen 2014 und 2024 hieß die Behörde Hessisches Ministerium der Justiz.
Das Justizministerium gliedert sich organisatorisch in sieben Abteilungen, darunter das Justizprüfungsamt. Ihm gehören derzeit rund 250 Mitarbeiter an; in der hessischen Justiz sind rund 12.300 Mitarbeiter tätig.
Das Justizministerium gibt als Amtsblatt das Justizministerialblatt für Hessen heraus.

### Organisation
Der hessische Minister der Justiz und für den Rechtsstaat als politisch Verantwortlicher für das Ressort und der Staatssekretär als Amtschef und oberster Beamter des Ministeriums stehen dem Ministerium vor.
- Das Ministerbüro unterstützt den Minister und den Staatssekretär.
- Die Zentralabteilung trägt die Verantwortung für das Personalwesen, Haushaltssachen sowie die Richterwahlausschüsse.
- Die Abteilung I bearbeitet Grundstücks- und Bausachen, Angelegenheiten der Informationstechnik, Modernisierung und aus dem e-Justice Bereich sowie der allgemeinen Organisation.
- Die Abteilung II wirkt bei der Landesgesetzgebung, Bereinigung des Landes- und Bundesrechts, Finanz- und Verwaltungsgerichtsbarkeit, bürgerliches Recht, freiwillige Gerichtsbarkeit, Gerichtsvollzieherwesen, Ortsgerichte, Schiedsamtswesen, Gerichtsverfassung und -organisation mit.
- Die Abteilung III ist verantwortlich für Fragen des Strafrechtes, Strafverfahrensrecht, Organisation und Dienstbetrieb der Staatsanwaltschaften, die Strafvollstreckung und das Gnadenwesen.
- Die Abteilung IV kümmert sich um Verwaltung, Organisation und Gestaltung des Vollzugs, Personal, Untersuchungs- und Abschiebehaft.
- Das Justizprüfungsamt ist für die Durchführung der ersten und zweiten juristischen Staatsexamen verantwortlich.

### Nachgeordnete Behörden
- Oberlandesgericht Frankfurt am Main
- Hessischer Verwaltungsgerichtshof
- Hessisches Finanzgericht
- Hessisches Landesarbeitsgericht
- Hessisches Landessozialgericht
- Generalstaatsanwaltschaft Frankfurt am Main
- Justizvollzugsanstalten
- Aus- und Fortbildungsstätte für Justizvollzugsbedienstete des Landes Hessen – H.B. Wagnitz-Seminar –,
- IT-Stelle der hessischen Justiz

### Staatsaufsicht
Das Ministerium übt die Staatsaufsicht über die Rechtsanwaltskammern, die Notarkammern, das Versorgungswerk der Rechtsanwälte im Lande Hessen, und die Stiftung Resozialisierungsfonds für Straffällige.
Das Studienzentrum der Finanzverwaltung und Justiz in Rotenburg an der Fulda mit der Hessischen Hochschule für Finanzen und Rechtspflege und der Ausbildungsstätte für den mittleren Justizdienst ist dem Finanzministerium nachgeordnet. Dieses nimmt die Dienst- und Fachaufsicht einvernehmlich mit dem Justizministerium wahr.

## Bisherige Minister
| Name                                              | Amtsantritt                                                                        | Kabinett                                  | Partei              |
| Minister der Justiz                               | Minister der Justiz                                                                | Minister der Justiz                       | Minister der Justiz |
| ------------------------------------------------- | ---------------------------------------------------------------------------------- | ----------------------------------------- | ------------------- |
| Robert Fritz                                      | 14. Oktober 1945                                                                   | Geiler                                    | parteilos           |
| Georg-August Zinn                                 | 1. November 1945 20. Dezember 1946 10. Januar 1951 19. Januar 1955 29. Januar 1959 | Geiler Stock Zinn I Zinn II Zinn III      | SPD                 |
| Minister für Erziehung, Volksbildung und Justiz   |                                                                                    |                                           |                     |
| Erwin Stein                                       | 9. November 1949                                                                   | Stock                                     | CDU                 |
| Minister der Justiz                               |                                                                                    |                                           |                     |
| Georg-August Zinn                                 | 10. Januar 1951 19. Januar 1955 29. Januar 1959                                    | Zinn I Zinn II Zinn III                   | SPD                 |
| Minister für Justiz und Bundesangelegenheiten     |                                                                                    |                                           |                     |
| Lauritz Lauritzen                                 | 31. Januar 1963                                                                    | Zinn IV                                   | SPD                 |
| Johannes Strelitz                                 | 18. Januar 1967                                                                    | Zinn V                                    | SPD                 |
| Minister der Justiz                               |                                                                                    |                                           |                     |
| Karl Hemfler                                      | 22. Oktober 1969 16. Dezember 1970                                                 | Osswald I Osswald II                      | SPD                 |
| Herbert Günther                                   | 18. Dezember 1974 20. Oktober 1976 14. Dezember 1978 4. Juli 1984                  | Osswald III Börner I Börner II Börner III | SPD                 |
| Karl-Heinz Koch                                   | 24. April 1987                                                                     | Wallmann                                  | CDU                 |
| Christine Hohmann-Dennhardt                       | 5. April 1991                                                                      | Eichel I                                  | SPD                 |
| Minister der Justiz und für Europaangelegenheiten |                                                                                    |                                           |                     |
| Rupert von Plottnitz                              | 5. April 1995                                                                      | Eichel II                                 | Grüne               |
| Minister der Justiz                               |                                                                                    |                                           |                     |
| Christean Wagner                                  | 7. April 1999 5. April 2003                                                        | Koch I Koch II                            | CDU                 |
| Jürgen Banzer                                     | 23. November 2005                                                                  | Koch II                                   | CDU                 |
| Minister der Justiz, für Integration und Europa   |                                                                                    |                                           |                     |
| Jörg-Uwe Hahn                                     | 5. Februar 2009 31. August 2010                                                    | Koch III Bouffier I                       | FDP                 |
| Minister der Justiz                               |                                                                                    |                                           |                     |
| Eva Kühne-Hörmann                                 | 18. Januar 2014 30. Mai 2022                                                       | Bouffier II Bouffier III                  | CDU                 |
| Roman Poseck                                      | 31. Mai 2022                                                                       | Rhein I                                   | CDU                 |
| Minister der Justiz und für den Rechtsstaat       |                                                                                    |                                           |                     |
| Christian Heinz                                   | 18. Januar 2024                                                                    | Rhein II                                  | CDU                 |

## Gebäude des Justizministeriums

### 1946–1968

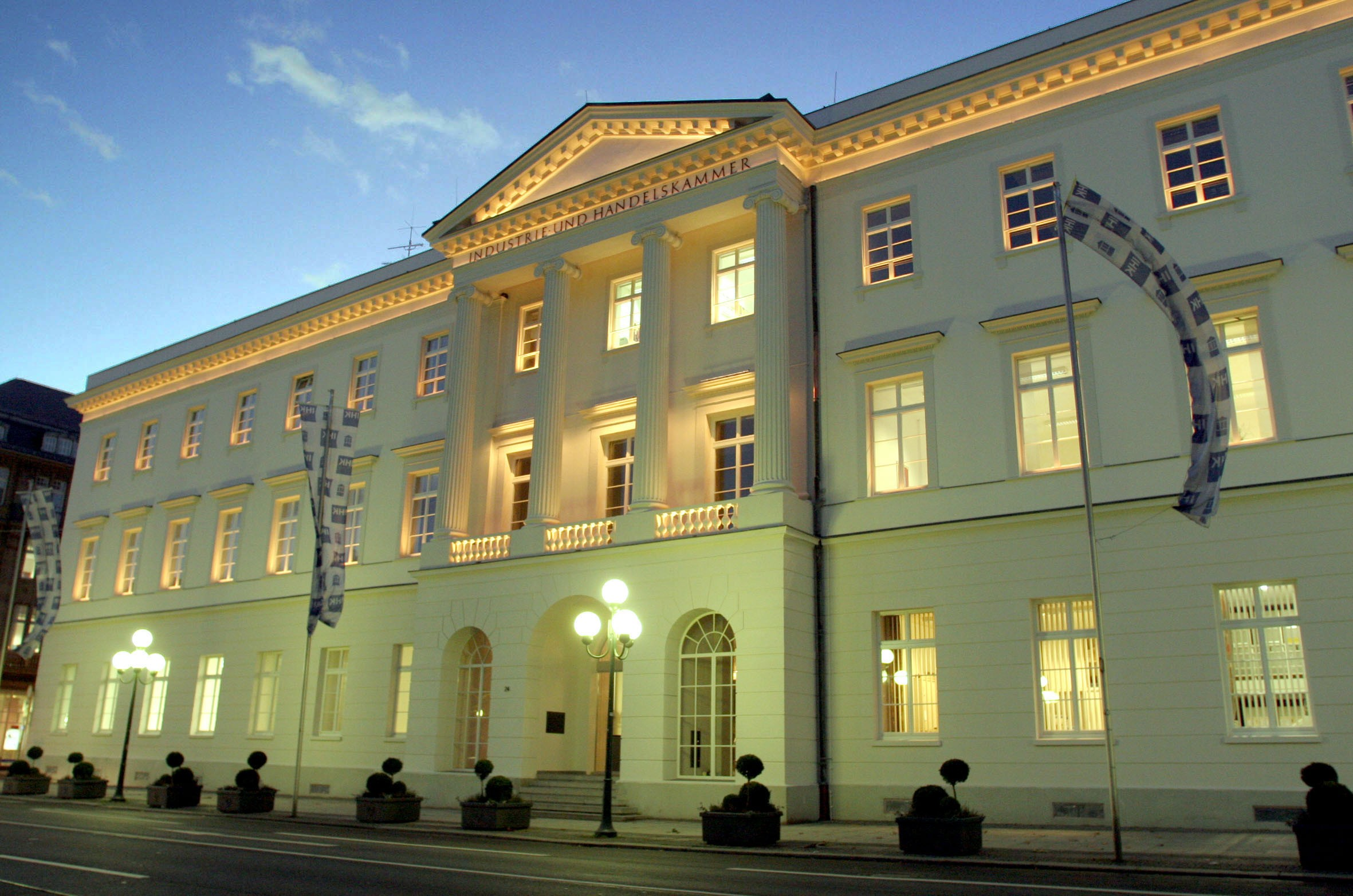
Erbprinzenpalais, der frühere Sitz des Ministeriums

1946 bis 1968 war das Ministerium im Erbprinzenpalais in der Wilhelmstraße untergebracht. Das Gebäude wird heute von der IHK Wiesbaden genutzt.

### Das heutige Gebäude
Das Gebäude des Justizministeriums in der Wiesbadener Luisenstraße wurde 1838 bis 1842 als Sitz des Gesamtministeriums des Herzogtums Nassau erbaut. Architekt war Carl Boos. Das Gebäude diente vor allem auch repräsentativen Zwecken und beinhaltete Thronsaal und landständischen Sitzungssaal.
Im Jahr 1854 brannte das Gebäude völlig nieder. Der Architekt Philipp Hoffmann erhielt den Auftrag des Neuaufbaus.
1925 bis 1926 wurde das Gebäude wesentlich erweitert. Es wurde ein Verwaltungsgebäudes errichtet, das die Front an der Bahnhofstraße verlängerte und mit dem weiteren Anbau zweier paralleler Flügel zu den Fronten Luisenstraße/Bahnhofstraße ein geschlossenes Rechteck entstehen ließ. Das Gebäude ist ein Kulturdenkmal nach dem Hessischen Denkmalschutzgesetz.
Im Gegensatz zu den meisten Gebäuden wurde das Justizministerium im Zweiten Weltkrieg nicht beschädigt und danach zunächst durch die amerikanische Armee genutzt. Im Jahr 1954 übernahm das Hessische Innenministerium das Gebäude. 1968 zog das Innenministerium in den Neubau an der Friedrich-Ebert-Allee. Seit 1968 ist das Regierungsgebäude Sitz des Justizministeriums.